# Akute-Phase-Reaktion
Die Akute-Phase-Reaktion (APR) ist eine unspezifische Immunantwort des Körpers. Es handelt sich dabei um eine akute Entzündungsreaktion auf Gewebeschädigungen und dient dem Schutz vor einer Gewebezerstörung, beziehungsweise der Aufrechterhaltung oder Wiederherstellung der Homöostase. Sie kann bei Infektionen, Gewebeverletzungen, malignen Erkrankungen oder Störungen des Immunsystems auftreten und ist die erste Phase einer Entzündungsreaktion.
In der angelsächsischen Fachliteratur wird der Begriff acute-phase response für die Akute-Phase-Reaktion verwendet.

## Mechanismus
Die Akute-Phase-Reaktion kann sowohl lokal als auch systemisch ausgelöst werden. Zytokine, wie beispielsweise Interleukin-1, Interleukin-6, TNF-α, TGF-β, Interferon-γ, EGF und LIF, die unter anderem von Endothelzellen, Fibroblasten, Makrophagen, Granulozyten und Lymphozyten, freigesetzt werden, dienen dabei als Botenstoffe. Diese immunkompetenten Zellen setzen die Zytokine beispielsweise nach der Beschädigung oder dem Absterben (Nekrose) benachbarter Zellen frei. Die Zytokine gelangen über die Blutbahn in die Leber, wo sie zusammen mit Cortisol das Organ zur Produktion von etwa 30 verschiedenen Akute-Phase-Proteinen (APP) anregt. Die APPs begünstigen die Wundheilungsprozesse und wirken der Gewebeschädigung entgegen. Die Akute-Phase-Proteine sind wichtige diagnostische Marker. C-reaktives Protein beispielsweise findet sich im Normalfall nur in Spuren im Blutplasma (<1 mg pro Liter, was etwa 1 bis 10 mg pro Tag entspricht). Im Entzündungsfall kann der Wert bis auf das Tausendfache steigen (>1 Gramm pro Tag).
Die Akute-Phase-Reaktion ist bei allen höheren Organismen auslösbar und evolutionär hoch konserviert.

## Auswirkungen der Akute-Phase-Reaktion
Die Auswirkungen der Akute-Phase-Reaktion sind sowohl lokal, als auch systemisch. Die lokalen Effekte sollen mögliche Infektionen begrenzen und Xenobiotika eliminieren. Tote oder geschädigte Zellen werden per Phagozytose beseitigt und Reparaturprozesse initiiert.
Dagegen sind die systemischen Auswirkungen Abwehrreaktionen, die das Überleben des Gesamtorganismus sicherstellen sollen, beispielsweise gegen Endotoxine. Die systemischen Effekte beinhalten eine Reihe von „Nebenwirkungen“, wie beispielsweise eine erhöhte Körpertemperatur, ein Anstieg der Leukozytenzahl, Appetitlosigkeit (Anorexie) und Depression. Die Spiegel bestimmter Akute-Phase-Proteine steigen an, während andere sinken. Des Weiteren lassen sich Veränderungen im Fettstoffwechsel, eine verstärkte Gluconeogenese, hormonelle Veränderungen, die Aktivierung der Komplement- und der Blutgerinnungskaskade, sowie ein erhöhter Abbau von Muskelproteinen – verbunden mit einem erhöhten Transfer von Aminosäuren zur Leber – beobachten.

## Historie
Die ersten überlieferten Berichte der Akute-Phase-Reaktion stammen aus der Griechischen Antike. Die alten Griechen bemerkten eine beschleunigte Sedimentation der Erythrozyten im Blut von schwer erkrankten Patienten. Dieser Effekt wird durch erhöhte Plasmakonzentrationen an Fibrin und anderer Akute-Phase-Proteine hervorgerufen. Die Blutsenkungsreaktion (Erythrozytensedimentationsrate) wird nach wie vor als unspezifischer Labortest bei Verdacht auf Entzündungserkrankungen oder zur Verlaufsbeurteilung dieser Erkrankungen angewendet.
Theodore J. Abernethy und Oswald T. Avery prägten 1941 den Begriff der „Akute-Phase-Reaktion“, als sie im Serum von Patienten mit fiebrigen Infektionen ein Protein entdeckten, das sie bei gesunden Patienten nicht fanden. Es handelte sich dabei um das C-reaktive Protein, das Avery zusammen mit Colin M. MacLeod isolierte und charakterisierte.